# Jacobipolynom
Inom matematiken är Jacobipolynomen en viktig klass ortogonala polynom. De introducerades av Carl Gustav Jacob Jacobi. Flera andra ortogonala polynom är specialfall av dem, däribland  Gegenbauerpolynomen, Legendrepolynomen, Zernikepolynomen samt Tjebysjovpolynomen. 

## Definitioner

### Med hjälp av hypergeometriska funktionen
Jacobipolynomen kan definieras via hypergeometriska funktionen enligt
{\displaystyle P_{n}^{(\alpha ,\beta )}(z)={\frac {(\alpha +1)_{n}}{n!}}\,{}_{2}F_{1}\left(-n,1+\alpha +\beta +n;\alpha +1;{\frac {1-z}{2}}\right)}
där {\displaystyle (\alpha +1)_{n}} är Pochhammersymbolen. Ett ekvivalent uttyck är
{\displaystyle P_{n}^{(\alpha ,\beta )}(z)={\frac {\Gamma (\alpha +n+1)}{n!\,\Gamma (\alpha +\beta +n+1)}}\sum _{m=0}^{n}{n \choose m}{\frac {\Gamma (\alpha +\beta +n+m+1)}{\Gamma (\alpha +m+1)}}\left({\frac {z-1}{2}}\right)^{m}~.}

### Rodrigues formel
En alternativ definition ges av Rodirgues formel 
{\displaystyle P_{n}^{(\alpha ,\beta )}(z)={\frac {(-1)^{n}}{2^{n}n!}}(1-z)^{-\alpha }(1+z)^{-\beta }{\frac {d^{n}}{dz^{n}}}\left\{(1-z)^{\alpha }(1+z)^{\beta }(1-z^{2})^{n}\right\}~.}

## Explicita uttryck för de första Jacobipolynomen
{\displaystyle P_{0}^{(\alpha ,\beta )}(z)=1}
{\displaystyle P_{1}^{(\alpha ,\beta )}(z)={\frac {1}{2}}\left[2(\alpha +1)+(\alpha +\beta +2)(z-1)\right]}
{\displaystyle P_{2}^{(\alpha ,\beta )}(z)={\frac {1}{8}}\left[4(\alpha +1)(\alpha +2)+4(\alpha +\beta +3)(\alpha +2)(z-1)+(\alpha +\beta +3)(\alpha +\beta +4)(z-1)^{2}\right]}

## Egenskaper

### Ortogonalitet
Jacobipolynomen satisfierar ortogonalitetsrelationen
{\displaystyle \int _{-1}^{1}(1-x)^{\alpha }(1+x)^{\beta }P_{m}^{(\alpha ,\beta )}(x)P_{n}^{(\alpha ,\beta )}(x)\;dx={\frac {2^{\alpha +\beta +1}}{2n+\alpha +\beta +1}}{\frac {\Gamma (n+\alpha +1)\Gamma (n+\beta +1)}{\Gamma (n+\alpha +\beta +1)n!}}\delta _{nm}}
för α, β > −1.

### Symmetrirelation
Jacobipolynomen satisfierar symmetrirelationen
{\displaystyle P_{n}^{(\alpha ,\beta )}(-z)=(-1)^{n}P_{n}^{(\beta ,\alpha )}(z);}

### Derivator
Jacobipolynomens kte derivata ges av
{\displaystyle {\frac {\mathrm {d} ^{k}}{\mathrm {d} z^{k}}}P_{n}^{(\alpha ,\beta )}(z)={\frac {\Gamma (\alpha +\beta +n+1+k)}{2^{k}\Gamma (\alpha +\beta +n+1)}}P_{n-k}^{(\alpha +k,\beta +k)}(z).}

### Differentialekvation
Jacobipolynomet Pn(α, β) är en lösning av andra ordningens  linjära homogena differentialekvation
{\displaystyle (1-x^{2})y''+(\beta -\alpha -(\alpha +\beta +2)x)y'+n(n+\alpha +\beta +1)y=0.}

### Differensekvation
Jacobipolynomen satisfierar differensekvationen
{\displaystyle {\begin{aligned}&2n(n+\alpha +\beta )(2n+\alpha +\beta -2)P_{n}^{(\alpha ,\beta )}(z)=\\&\quad =(2n+\alpha +\beta -1){\Big \{}(2n+\alpha +\beta )(2n+\alpha +\beta -2)z+\alpha ^{2}-\beta ^{2}{\Big \}}P_{n-1}^{(\alpha ,\beta )}(z)-2(n+\alpha -1)(n+\beta -1)(2n+\alpha +\beta )P_{n-2}^{(\alpha ,\beta )}(z)~,\end{aligned}}}
för n = 2, 3, ....

### Generenade funktion
Jacobipolynomens genererande funktion ges av
{\displaystyle \sum _{n=0}^{\infty }P_{n}^{(\alpha ,\beta )}(z)w^{n}=2^{\alpha +\beta }R^{-1}(1-w+R)^{-\alpha }(1+w+R)^{-\beta }~}
där
{\displaystyle R=R(z,w)=\left(1-2zw+w^{2}\right)^{\frac {1}{2}}~.}

## Speciella värden
{\displaystyle P_{n}^{(\alpha ,\beta )}(1)={n+\alpha  \choose n}}
{\displaystyle P_{n}^{(\alpha ,\beta )}(-1)=(-1)^{n}{n+\beta  \choose n}}

## Tillväxt
Jacobipolynomen satisfierar 
{\displaystyle {\begin{aligned}\lim _{n\to \infty }n^{-\alpha }P_{n}^{(\alpha ,\beta )}\left(\cos {\frac {z}{n}}\right)&=\left({\frac {z}{2}}\right)^{-\alpha }J_{\alpha }(z)~\\\lim _{n\to \infty }n^{-\beta }P_{n}^{(\alpha ,\beta )}\left(\cos \left[\pi -{\frac {z}{n}}\right]\right)&=\left({\frac {z}{2}}\right)^{-\beta }J_{\beta }(z)~\end{aligned}}.}
En annan formel är
{\displaystyle P_{n}^{(\alpha ,\beta )}(\cos \theta )={\frac {\cos \left(\left[n+(\alpha +\beta +1)/2\right]\theta -\left[2\alpha +1\right]\pi /4\right)}{{\sqrt {\pi n}}\left[\sin(\theta /2)\right]^{\alpha +1/2}\left[\cos(\theta /2)\right]^{\beta +1/2}}}+{\mathcal {O}}\left(n^{-3/2}\right),~~~0<\theta <\pi .}